# Eesti Üliõpilaste Selts

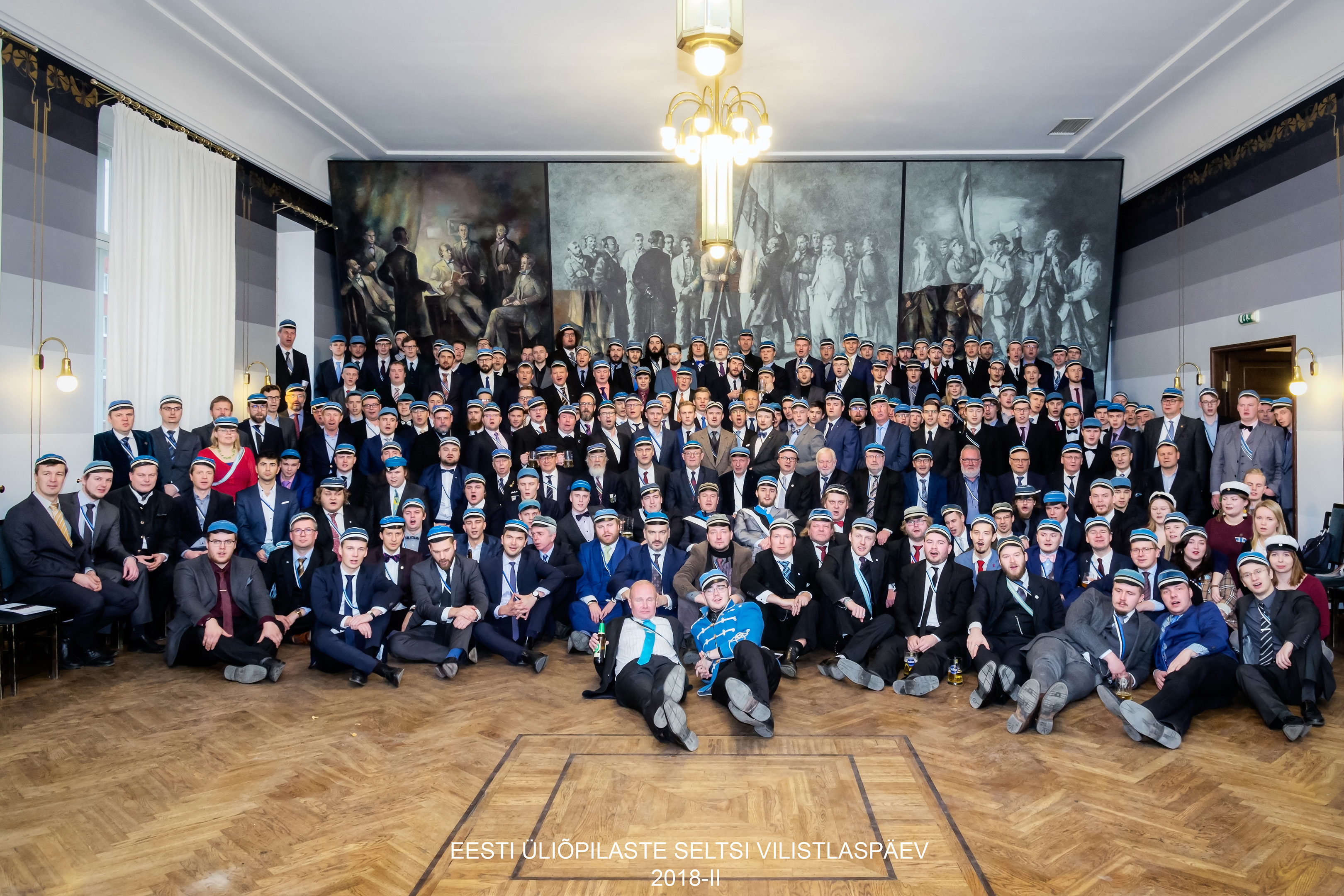

Eesti Üliõpilaste Selts (engelska: Estonian Students Society, tyska: Verein Studierender Esten, latin: Societas Studiosorum Estonorum) är en organisation för manliga studenter som grundades 1870 i Tartu.
I början var organisationen endast öppen för studerande vid universitetet i Tartu, men idag accepteras medlemmar från alla universitet och högskolor i Estland. Under sovjettiden förbjöds alla studentorganisationer i Estland och EÜS gick under jorden samtidigt som medlemmar som befann sig utomlands grundade lokala avdelningar, bland annat i Sydsverige, Stockholm, Göteborg, Toronto, Baltimore-Washington, Montréal, Australien, Kalifornien. EÜS har ingått vänskapsavtal med Etelä-Pohjalainen Osakunta, Vasa nation och Pohjois-Pohjalainen Osakunta i Helsingfors samt Austrums i Riga.
Estlands flagga har sitt ursprung i Eesti Üliõpilaste Selts som under 1870-talet började använda en trikolor i färgerna. 

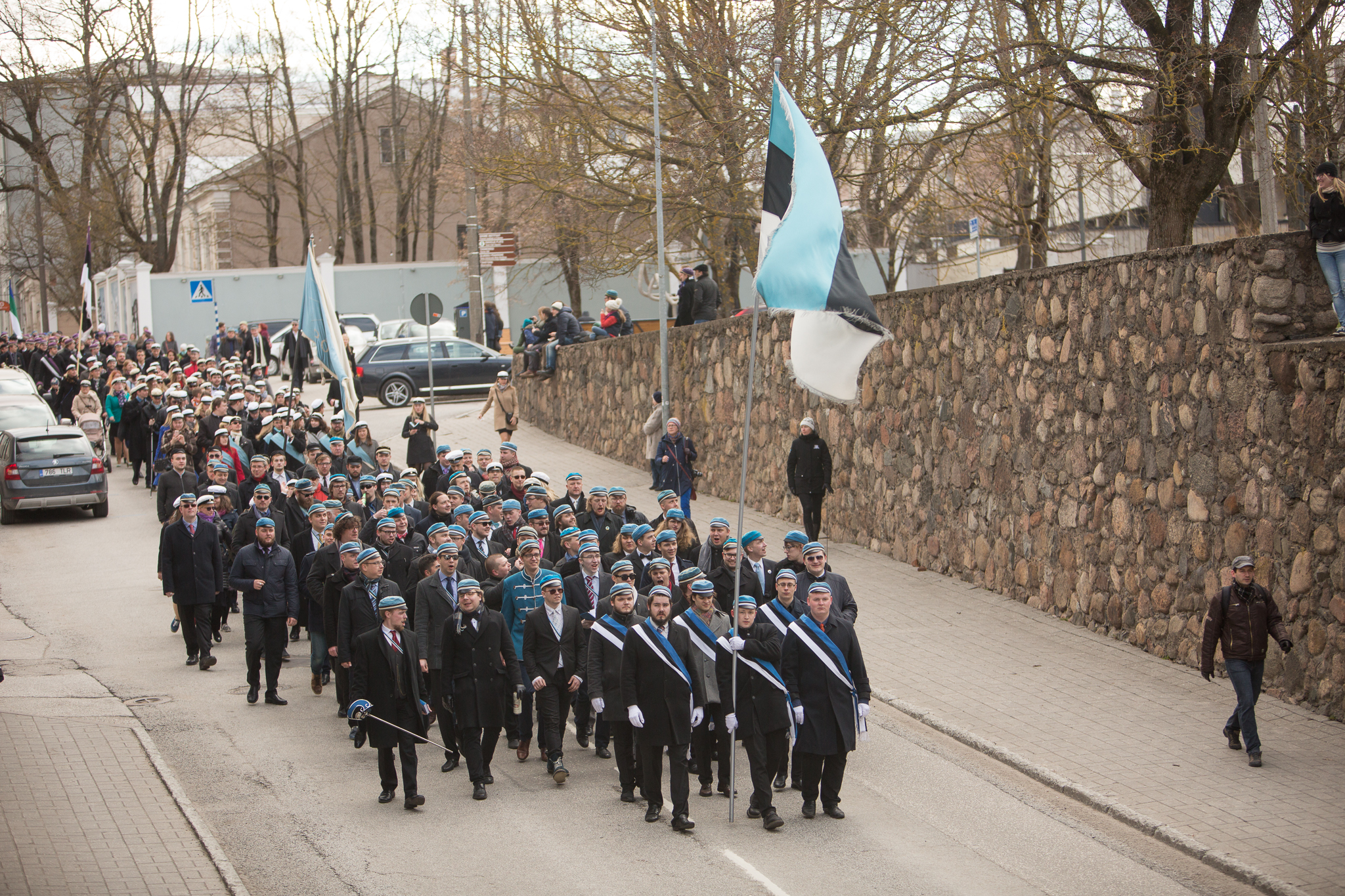
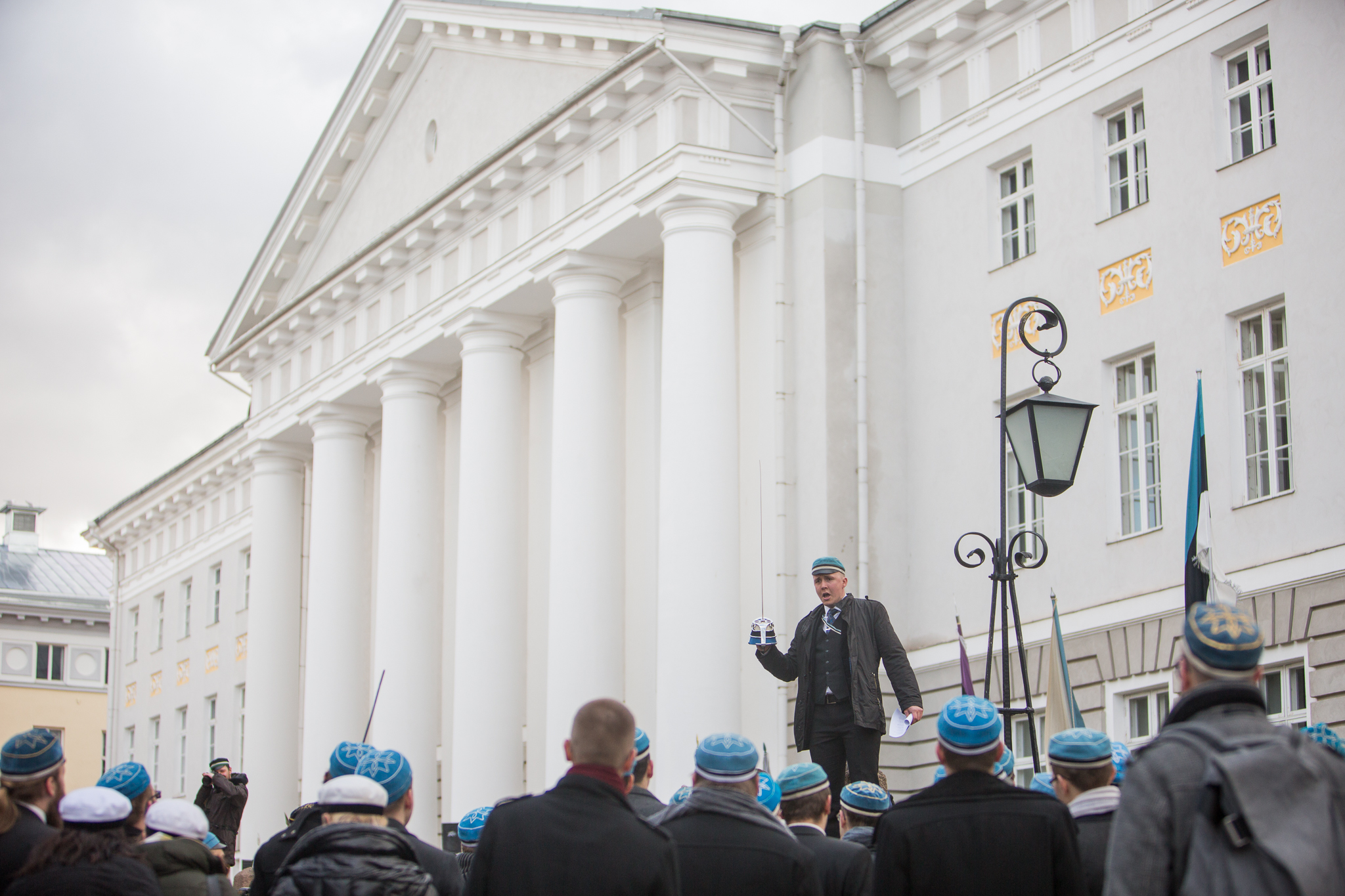
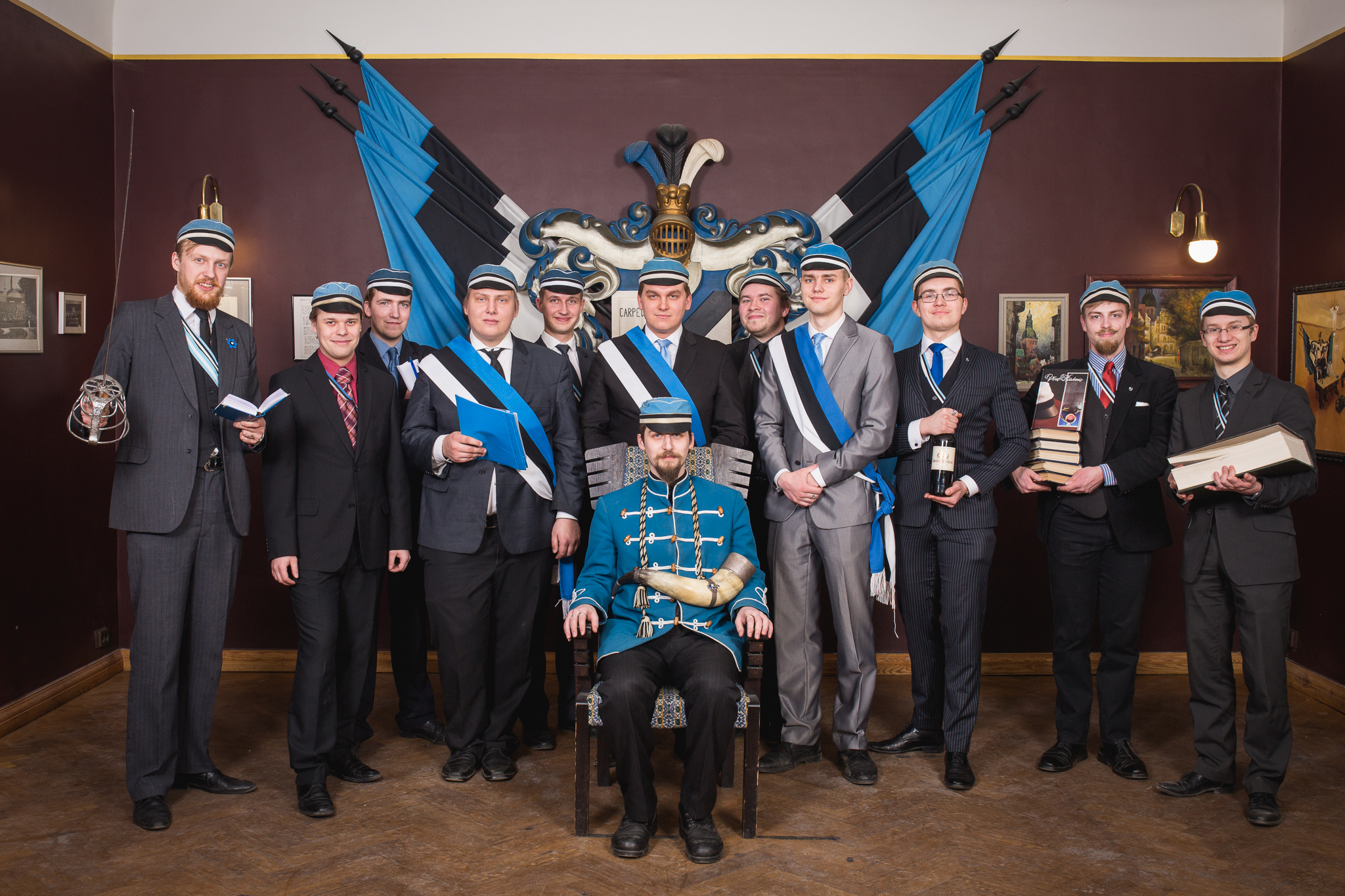
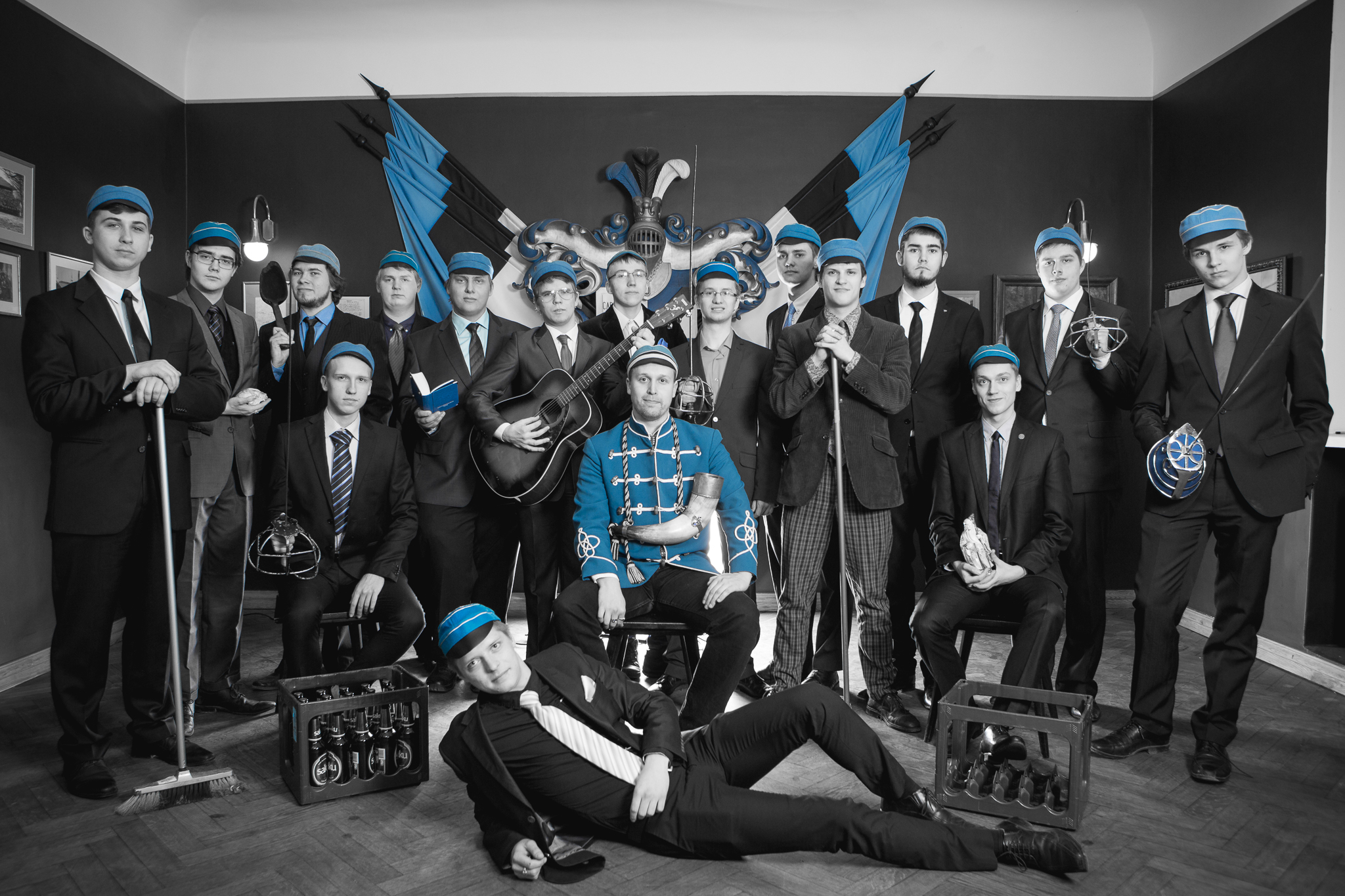